# Distretto di Odunpazarı
Il distretto di Odunpazarı (in turco Odunpazarı ilçesi) è uno dei distretti della provincia di Eskişehir, in Turchia. Fa parte del comune metropolitano di Eskişehir.